# Ailiidae
Ailiidae – rodzina słodkowodnych ryb sumokształtnych (Siluriformes), wyodrębniona z rodziny  Schilbeidae. Obejmuje 23 gatunki.

## Zasięg występowania
Są szeroko rozprzestrzenione w kontynentalnej części Azji Południowej i Południowo-Wschodniej (głównie Indie, Bangladesz, Nepal, Mjanma i Junnan).

## Cechy charakterystyczne
Mała płetwa tłuszczowa; płetwa odbytowa bardzo długa, z 58–90 promieniami; oczy małe, nisko osadzone (brzuszno-bocznie).

## Klasyfikacja
Rodzaje zaliczane do tej rodziny:
- Ailia
- Ailiichthys
- Clupisoma
- Eutropiichthys
- Laides
- Proeutropiichthys
- Silonia

Rodzajem typowym jest Ailia.